# Padua (provincie)
De provincie Padua (Padova) is gelegen in de Noord-Italiaanse regio Veneto. In het noorden grenst ze aan de provincie Treviso, in het oosten aan de provincie Venetië, in het zuiden aan de provincie Rovigo en in het westen aan de provincies Verona en Vicenza.
In het zuiden vormt de rivier de Adige voor een groot deel een natuurlijke grens met de provincie Rovigo. In het oosten ligt de oude vulkaangroep van de Colli Euganei (Euganische Heuvels). Het gebied is rijk aan warmwaterbronnen en telt veel kuurinstellingen. Abano Terme is wat dat betreft de belangrijkste plaats.
Het overgrote deel van de provincie is vlak en dichtbevolkt, vooral rondom de hoofdstad Padua. De plaats van de stad was lang voor de Romeinen bewoond. De Romeinen gaven het de naam Patavium. Het historische centrum van Padua telt vele monumenten waaronder de Basilica di Sant'Antonio en het middeleeuwse Palazzo della Regione. De Prato della Valle is het grootste plein van Italië, aan de vorm is nog steeds te zien dat het vroeger een Romeins theater is geweest. Twee bezienswaardige plaatsen in het zuiden van de Colli Euganei zijn Este en Monselice.
Het westen van de provincie grenst aan de Laguna Veneta, hier ook wel Valle Millecampi genoemd. Een tweede belangrijke rivier in het gebied is de Brenta die ten westen van Padova gekanaliseerd is.

## Foto's

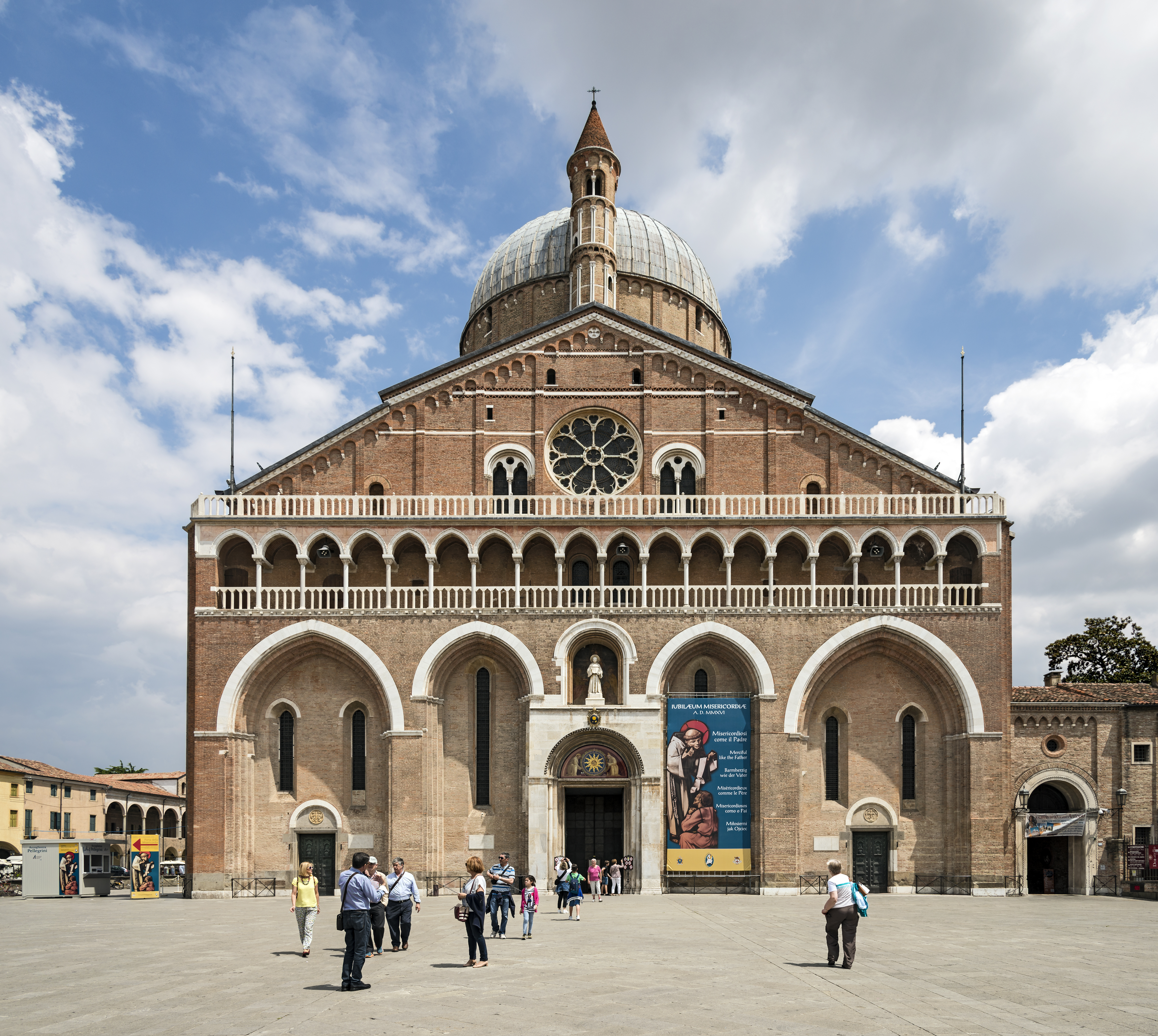
Basilica di Sant'Antonio

## afkomstig uit Padua
- De Heilige Antonius van Padua
- Andrea Palladio, architect